# آربرگ (آلمان)
آربرگ (به آلمانی: Arberg) یک منطقهٔ مسکونی در آلمان است که در آنسباخ واقع شده‌است.